# 1161 en santé et médecine
| Années de la santé et de la médecine : 1158 - 1159 - 1160 - 1161 - 1162 - 1163 - 1164    |
| Décennies de la santé et de la médecine : 1130 - 1140 - 1150 - 1160 - 1170 - 1180 - 1190 |

Cet article présente les faits marquants de l'année 1161 en santé et médecine.

## Établissements
- 1160-1161 :
  - Une aumônerie Saint-Aubin est mentionnée à Angers[1].
  - Fondation de la « Grande Maladrerie » de Beaulieu à Caen, en Normandie[2].

## Personnalités
- Fl. Girard, moine médecin, cité dans une charte de Bessé, en Anjou, parmi les dignitaires du chapitre de Marmoutier[3].
- Fl. Philippe, médecin, acquéreur d'un bien près de Villetard, en Champagne[4].
- Fl. Pierre, médecin, cité dans un acte de Raimbaut d'Orange[4].
- Fl. Roger, médecin, témoin de la fondation de la léproserie de la Bajasse, au diocèse d'Auvergne[4].
- 1110-1161 : fl. Nizami Aruzi (en), écrivain et poète persan et, selon ses propres écrits, astronome et médecin, auteur en tout cas, en 1157, de « Quatre Discours » (Chahar maqala) dont le dernier porte sur la médecine[5],[6].

## Publication
- 1161-1166 : Averroès (1126-1198) rédige la première version de son Kitab al-kulliyat fil-tibb (« Livre des généralités sur la médecine »), également connu sous le titre de Colliget et dont il donnera une seconde version en 1194[7].

## Naissances
- David ben Salomon (mort en 1241 ou 1251), « médecin juif, rallié pour la forme à l'Islam[8] », ayant exercé au Caire, à l'hôpital Al-Nassiri[9].
- Al-Baghdadi (mort en 1231), médecin, philosophe et historien arabe[10].

## Décès
- Matthaeus Platearius (né vers 1120), médecin de Salerne, auteur d'un De medicinis simplicibus (« Livre des simples médecines ») où il « décrit deux cent soixante-treize remèdes, essentiellement issus du monde végétal », et qui est « une date dans l'histoire de la botanique (et de la pharmacie[11]) ».
- Kalaph ben Maza Alamar Alavasi, de Collioure en Roussillon, auteur d'un De oculorum morbis (« Des maladies des yeux[3] »).